# Netawaka (Kansas)
Netawaka es una ciudad situada en el condado de Jackson, Kansas, Estados Unidos. Según el censo de 2020, tiene una población de 143 habitantes.

## Geografía
La localidad está ubicada en las coordenadas 39°36′11″N 95°43′8″O / 39.60306, -95.71889 (39.602967, -95.718909).

## Demografía
Según la Oficina del Censo, en 2000 los ingresos medios de los hogares de la localidad eran de $30,417 y los ingresos medios de las familias eran de $35,000. Los hombres tenían unos ingresos medios de $29,688 frente a $16,719 para las mujeres. Los ingresos per cápita para la localidad eran de $13,705. Alrededor del 19.0% de la población estaba por debajo del umbral de pobreza.
De acuerdo con la estimación 2016-2020 de la Oficina del Censo, los ingresos medios de los hogares de la localidad son de $60,000 y los ingresos medios de las familias son de $71,250. Alrededor del 19.1% de la población está por debajo del umbral de pobreza.